# Pseudacrossus beringi
Pseudacrossus beringi är en skalbaggsart som beskrevs av Berlov 1989. Pseudacrossus beringi ingår i släktet Pseudacrossus och familjen Aphodiidae. Inga underarter finns listade i Catalogue of Life.